# Skeneoides
Skeneoides is een geslacht van weekdieren uit de klasse van de Gastropoda (slakken).

## Soorten
- Skeneoides digeronimoi La Perna, 1999
- Skeneoides exilissima (Philippi, 1844)
- Skeneoides jeffreysii (Monterosato, 1872)